# Wilhelm Heye

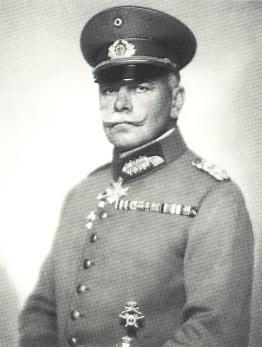
Wilhelm Heye auf einer Fotografie von Nicola Perscheid

August Wilhelm Heye (* 31. Januar 1869 in Fulda; † 11. März 1947 in Braunlage) war ein deutscher Generaloberst und von 1926 bis 1930 Chef der Heeresleitung in der Weimarer Republik.

## Leben
August Wilhelm Heye war ein Sohn des preußischen Oberstleutnants Wilhelm Heye und dessen Frau Charlotte Heye, geborene von Finckh.

### Laufbahn im Kaiserreich
Heye trat am 22. März 1888 vom Kadettenkorps in das preußische Heer über und diente zunächst in der Infanterie. Mit seinem Wechsel in den Generalstab im Frühjahr 1900 begann seine Karriere als Generalstabsoffizier. Von 1906 bis 1908 gehörte Heye dem Etappenkommando für die Schutztruppe in Deutsch-Südwestafrika an, die in dieser Zeit den Hereroaufstand niederschlug. Von 1910 bis 1913 leitete er die Abteilung III b (Nachrichtendienst) im Großen Generalstab.
Bei Beginn des Ersten Weltkrieges wurde Heye als Oberstleutnant zum Chef des Generalstabes des Landwehrkorps unter Remus von Woyrsch ernannt, aus dem später die Armeeabteilung bzw. Heeresgruppe Woyrsch hervorging. Er bewährte sich in den wechselhaften Kämpfen an der Ostfront. Im September 1917 wechselte er an die Westfront und wurde Generalstabschef der Heeresgruppe Herzog Albrecht.
Am 21. September 1918 wurde Heye – inzwischen Oberst – in den Generalstab des Feldheeres berufen und dort zum Chef der Operationsabteilung ernannt. Damit hatte er unmittelbaren Kontakt zu den höchsten militärischen Entscheidungsträgern. Als Erich Ludendorff am 26. Oktober als Generalquartiermeister entlassen wurde, übernahm Heye trotz seines vergleichsweise niedrigen Dienstgrades vorübergehend dessen Aufgaben, bis Ludendorffs Nachfolger Wilhelm Groener sein Amt antreten konnte.

### Laufbahn in der Reichswehr

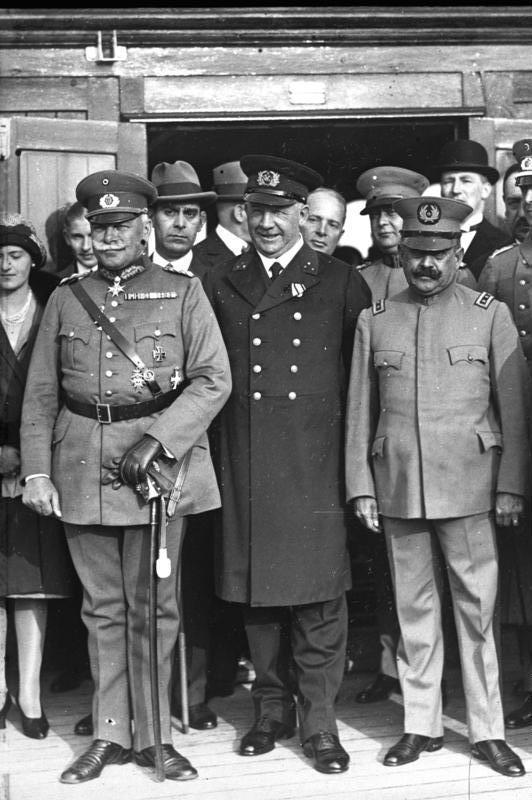
Wilhelm Heye (links), 1929

Nach der Niederlage und dem Waffenstillstand von Compiègne wurde Heye im April 1919 Chef des Generalstabes des AOK Grenzschutz Nord in Ostpreußen, der die militärischen Operationen gegen die Rote Armee im Baltikum koordinierte. Er wurde damit Nachfolger Hans von Seeckts, mit dessen Leben Heyes militärischer Werdegang in der Folgezeit auf das Engste verknüpft bleiben sollte. In Ostpreußen erfuhr Heye erstmals von den Putschplänen konservativer Offiziere und Politiker um Wolfgang Kapp und Walther von Lüttwitz, denen er sich wegen mangelnder Erfolgsaussichten nicht anschließen wollte.
Zum 1. Oktober 1919 wechselte Heye als Chef des Stabes des Truppenamtes ins Reichswehrministerium nach Berlin. Chef des Amtes (und damit heimlicher Generalstabschef) war wiederum Seeckt, der Heye zu seiner rechten Hand machte. Als es im März 1920 tatsächlich zum Kapp-Putsch kam und sich Seeckt vorsichtshalber in seine Privatwohnung zurückzog, vertrat ihn Heye im Ministerium. Wie Seeckt verfolgte auch er die Absicht, sich einerseits nicht am Putsch zu beteiligen, ihn anderseits aber auch nicht militärisch niederzuschlagen, um auf jeden Fall den Zusammenhalt der Reichswehr zu wahren.
Als Seeckt in der Folge des Putschversuches zum Chef der Heeresleitung ernannt wurde, wurde Heye im Juni 1920 sein Nachfolger als Chef des Truppenamts. Gleichzeitig wurde er zum Generalmajor befördert. 1922 wurde er unter Beförderung zum Generalleutnant Chef des Heerespersonalamts und 1923 Befehlshaber im Wehrkreis I (Königsberg).

### Chef der Heeresleitung
Als Reichswehrminister Otto Geßler im Oktober 1926 einen eigentlich nichtigen Anlass nutzte, um den zu mächtig gewordenen und eigensinnigen Seeckt zu entlassen, entschied er sich für Heye als Nachfolger. Die Regierung hoffte, die Reichswehr unter Heye nun endlich politisch kontrollieren zu können, da er als schwache Persönlichkeit galt und keine eigenen politischen Pläne verfolgte. Dieses Ziel wurde jedoch nicht erreicht, denn die Reichswehr geriet nun unter den Einfluss des von Geßlers Nachfolger, Wilhelm Groener, für Kurt von Schleicher neugeschaffenen Dienstpostens als Chef des Ministeramtes. Dieser zog im Hintergrund die Fäden, während Heye sich auf seine eigentlichen Dienstgeschäfte beschränkte. Zu Beginn seines Dienstes als Chef der Heeresleitung zum General der Infanterie befördert, wurde Heye Anfang 1930 Generaloberst und im Oktober desselben Jahres in den Ruhestand verabschiedet. Sein Nachfolger wurde Kurt von Hammerstein-Equord.

## Familie
Heye heiratete 1894 Else Karcher, Tochter des Industriellen Fritz Karcher, mit der er drei Söhne und zwei Töchter hatte. Der Sohn Hellmuth (1895–1970) wurde später Vizeadmiral der Kriegsmarine und Wehrbeauftragter des Deutschen Bundestages.

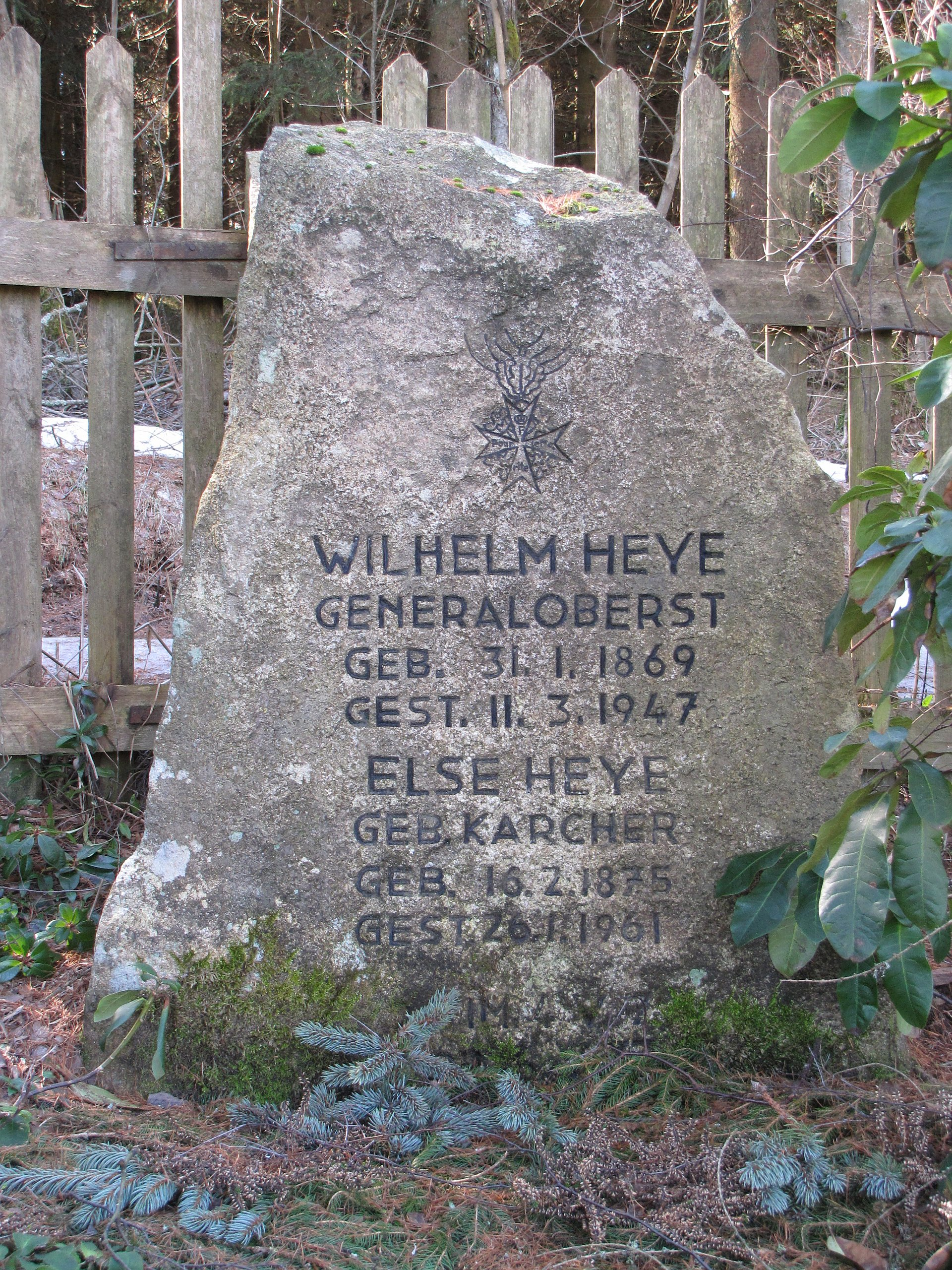
Grabstein in Braunlage

## Auszeichnungen
- Eisernes Kreuz (1914) II. und I. Klasse[2]
- Ritterkreuz des Königlichen Hausordens von Hohenzollern mit Schwertern[2]
- Pour le Mérite mit Eichenlaub[2]
  - Pour le merite am 20. August 1916
  - Eichenlaub am 3. April 1918
- Roter Adlerorden IV. Klasse mit Schwertern[2]
- Kronen-Orden III. Klasse[2]
- Preußisches Dienstauszeichnungskreuz[2]
- Komtur des Ehrenkreuzes von Hohenzollern mit Schwertern[2]
- Offizierskreuz des Bayerischen Militärverdienstordens mit Schwertern[2]
- Ritterkreuz I. Klasse des Albrechts-Ordens mit Schwertern[2]
- Komtur des Württembergischen Militärverdienstordens[2]
- Komtur II. Klasse des Friedrichs-Ordens mit Schwertern[2]
- Hanseatenkreuz Hamburg[2]
- Braunschweigisches Kriegsverdienstkreuz II. Klasse[2]
- Komtur des Oldenburgischen Haus- und Verdienstordens des Herzogs Peter Friedrich Ludwig mit Schwertern und Lorbeer[2]
- Friedrich-August-Kreuz II. und I. Klasse[2]
- Sachsen-Meiningisches Kreuz für Verdienst im Kriege[2]
- Lippisches Kriegsverdienstkreuz[2]
- Hanseatenkreuz Lübeck[2]
- Komtur des Österreichischen Leopold-Ordens mit Kriegsdekoration[2]
- Orden der Eisernen Krone II. Klasse mit der Kriegsdekoration[2]
- Österreichisches Militärverdienstkreuz II. Klasse mit der Kriegsdekoration[2]
- Osmanje-Orden II. Klasse mit Schwertern[2]
- Silberne Liakat-Medaille mit Schwertern[2]
- Eiserner Halbmond[2]
- Großoffizierskreuz des Bulgarischen Militär-Verdienstordens[2]
- Wehrmacht-Dienstauszeichnung IV. bis I. Klasse